# Adolphe Ier de Juliers
Adolphe Ier de Juliers (° v. 1370 - † 1437), comte de Ravensberg de 1395 à 1402, duc de Berg à partir de 1408 (Adolphe VII) et de Juliers à partir de 1423. C'est en sa personne qu'ont été unifiés les deux duchés.

## Biographie
Adolphe était le fils du duc Guillaume II de Berg et d'Anne de Bavière, fille de l'électeur Ruprecht II du Palatinat et sœur du roi d'Allemagne Ruprecht Ier.
Il contesta très tôt la possession du duché de Berg par son père, contre lequel il se rebella en 1397, soutenu par son frère cadet, Guillaume. Ensemble, ils ravagèrent Düsseldorf et emprisonnèrent leur père de 1403 à 1404 au château de Burg an der Wupper mais face à l'opposition des souverains voisins et en particulier de leur oncle, le roi Ruprecht, ils durent le relâcher et se soumettre à son autorité. Ce n'est qu'à sa mort en 1408 qu'Adolphe lui succéda à la tête du duché. 
Après de nouvelles querelles, Adolphe tenta entre 1414 et 1416 d'imposer par la force l'élection de son frère Guillaume comme archevêque de Cologne mais échoua contre Dietrich von Moers, soutenu par le roi Sigismond.
En 1401, Adolphe avait épousé Yolande de Bar, la plus jeune fille du duc Robert Ier. Le frère de cette dernière, le duc Édouard III, étant décédé sans enfants légitimes en 1415 à Azincourt, Adolphe caressa un temps l'espoir de faire de leur fils unique, Robert, l'héritier du duché de Bar, s'appuyant sur le transfert en 1417 de la marche de Pont-à-Mousson par le roi Sigismond comme fief d'Empire. Cependant, ce fief ne constituait qu'une partie du duché de Bar, tandis que la partie du duché située sur la rive gauche de la Meuse, était depuis 1301, vassale du roi de France. Adolphe dut à ce titre affronter un concurrent français sérieux, René d'Anjou, et il fut capturé en 1422 en Lorraine, dut payer une rançon pour sa libération et renoncer définitivement à ses droits sur Bar.
Quand le duc Renaud de Gueldre et Juliers mourut sans héritier en 1423, Adolphe, dont la famille formait un pilier de la maison de Juliers, tenta de faire valoir ses droits à la succession dans les deux duchés. Il y parvint rapidement s'agissant de Juliers, dont il possédait les 3/4, le 1/4 restant appartenant à Jean II de Loon, Seigneur de Heinsberg et Löwenberg, petit-fils du premier duc de Juliers, Guillaume V. Le duché de Gueldre, en revanche, revendiqué par Arnold d'Egmond, petit-neveu du défunt duc Renaud, continua de lui échapper et ce, malgré le soutien financier de l'empereur Sigismond : ce dernier ne lui tint pas rigueur de son opposition à son couronnement, à Aix la Chapelle, en 1414. 
Adolphe soutint le candidat de Rome au Concile de Constance, qui se conclut par le grand schisme d'Occident. Il combattit sans cesse l'archevêque de Cologne, s'assura la possession de la ville de Montjoie et en 1428, prit Lievandal-Wevelinghoven.
Yolande de Bar décéda en 1421. En 1430, Adolphe se remaria à Elisabeth de Bavière, fille du duc Ernst de Bavière-Munich, dont il n'eut pas d'enfant et qui se remaria à Hesso de Leiningen. Robert, son fils unique à qui il avait fait épouser la veuve de Renaud de Gueldre, mourut à son tour sans enfants en 1433, de sorte qu'Adolphe ne laissa pas d'héritier direct à sa mort. Son successeur en tant que duc de Juliers et Berg fut son neveu Gérard, jusqu'alors comte de Ravensberg.
Adolphe mourut en 1437 et fut enterré dans la cathédrale d'Altenberg. 

## Mariage et descendance
En 1397, Adolphe fut fiancé à Catherine de Brunswick-Lunebourg, fille de Henri Ier de Brunswick et de Sophie de Poméranie, mais le mariage n'eut jamais lieu.
En 1401, il épousa Yolande de Bar (la jeune) († 1441).
Le 14 février 1430, Adolphe se remaria avec Élisabeth de Bavière (° v. 1406 - † 5 mars 1468), fille d'Ernest de Bavière et d'Élisabeth Visconti.
Il eut un enfant de sa première femme :
- Robert († 2 août 1431), marié le 26 février 1426 à Marie d'Harcourt, fille de Jean VI d'Harcourt, veuve du duc Renaud de Gueldre, dont elle n'avait pas eu d'enfants.